# Joseph Pippingsköld
Joseph (Josef) Gustaf Pippingsköld (före adlandet Pipping), född 5 maj 1760 i Åbo, död 26 februari 1815, var en finländsk läkare. Han var farfar till Josef Adam Joakim Pippingsköld.
Pippingsköld blev student vid Kungliga Akademien i Åbo 1776 och filosofie kandidat 1781 samt studerade därefter medicin i Uppsala, där han 1785 promoverades till medicine doktor. Redan 1784 hade Pippingsköld blivit utnämnd till adjunkt i medicin och prosektor i anatomi vid akademien i Åbo. År 1785 kallades han därjämte till stadsfysikus i Åbo och 1786 till regementsfältskär vid Livdragonregementet. Åren 1788–90 tjänstgjorde han som fältläkare vid fältlasaretten i och omkring Helsingfors, och 1789 utnämndes han till extra ordinarie professor i medicin.
Efter att 1810 till tsar Alexander I ha överlämnat ett memorial om medicinalverkets förbättrande och upphjälpande i Finland blev Pippingsköld 1811 ledamot i det då inrättade Collegium medicum i Finland. År 1812 utnämndes han till professor i kirurgi och barnförlossningskonst i Åbo och blev 1814 universitetets rektor. Han blev 1812 adlad (före adlandet hette han Pipping). Han skrev bland annat om vaccinationen ("Åbo läns tidningar", 1802–13) och om medfödd och ärftlig hinna på ögonen (i Vetenskapsakademiens handlingar 1799).
Pippingsköld invaldes 1804 som ledamot av Kungliga Vetenskapsakademien.